# César Fournier
César Fournier (Livorno, Italia, 1793 - alta mar, septiembre de 1828) fue un marino que participó en la Guerra del Brasil a favor de la República Argentina.

## Biografía
En su juventud fue marino mercante. En 1821 emigró a Francia, huyendo de la represión del rey de Piamonte.
Nació en Livorno, puerto de mar de la Toscana, perteneciendo su padre a la nobleza de Francia y exiliado en esa ciudad por razones políticas. Cuando tenía 36 años, Fournier adquirió una nave a la que llamó "La Cesar", y se hizo a la vela desde Génova con destino a Buenos Aires a borde de un pequeño buque de su propiedad, y al llegar se enroló con éste como corsario para la guerra contra el Imperio del Brasil. Fue enviado a Carmen de Patagones, con la misión de poner en condiciones de combatir los barcos que fueran llevando los otros corsarios. Pero naufragó poco antes de llegar a destino. Consiguió la financiación del comerciante y hacendado Vicente Casares, que armó para él una goleta, con la que zarpó a capturar buques brasileños.
En 1826, encallo y perdió en las costas oceánicas uruguayas su goleta "Profeta Bandarra", con la cual cruzó en la boca del Río de la Plata. Para resarcirse, con el mismo bote que lo salvó del naufragio, asaltó de noche la fragata imperial, "Leal Paulistana" ayudado por sus amigos de Maldonado, con la que regresó a Buenos Aires triunfante. Esta victoria lo hizo muy famoso, y el barco le fue comprado por el gobierno en 29.000 patacones. Esa fragata tuvo una importante actuación en la batalla de Juncal con el nombre de "Maldonado" y pabellón de las provincias unidas del Río de la Plata. Con este dinero armó y tripuló una goleta y tres balleneras.
El 11 de octubre de 1826 , Fournier partió hacia el puerto de Maldonado con vientos contrarios y cayó en las redes del bloqueo brasileño a los puertos republicanos. En esa madrugada, perseguido por cuatro barcos enemigos embicó su goleta en la playa Matamoros, al este de la barra del arroyo del Artillero en costas Uruguayas. Protegidos por patriotas de la división que hostigaba a Colonia, Fournier y cuarenta y siete marineros ganaron tierra, salvando el armamento, equipaje y las tres balleneras, bajo fuego de cañones a metralla, balas rasas y mosquetería, que formados en línea, hacían los cuatro buques enemigos. Al día siguiente con el cambio en la marea el principal barco brasileño había encallado y hundido.
Con carretas serpenteando por las cuchillas fue llevado todo el cargamento a la bahía de Maldonado en una semana.
El 31 de octubre de ese año llegaron a la bahía de Maldonado cuatro barcos del imperio brasileño: una fragata, dos bergantines y una goleta. La fragata inició un cañoneo sobre la ciudad de Maldonado. Al día siguiente, con mal tiempo Fournier junto a varios patriotas construyeron una carreta para transportar un cañón clavado de 24 que estaba en Punta del Este donde efectuaron algunos disparos. El 2 de noviembre, fueron reforzadas la gente de Fournier con ochenta hombres y el día 3 se consiguió abrir nuevo fuego. Luego se llevó el cañón a la batería del medio, entre la Punta y las Delicias y temprano en la mañana se continuó disparando contra la fragata que estaba fondeada a una milla. Al otro día trasladó el cañón hasta Punta Ballena para efectuar otros disparos. Los imperiales se sorprendieron , pues ni imaginaban la posibilidad de que los patriotas tuvieran artillería mientras respondían con balas y metrallas de 32 libras. Un bergantín salió de la bahía y tuvieron siete muertos a bordo y ocho heridos. El día 5, los imperiales se arrimaron en bote a Punta del Este, pero Fournier y sus hombres los recibieron a tiros de fusil, obligándolos a retirarse. El día 8 los barcos imperiales abandonaron la bahía, haciéndose a la vela mar afuera.
En los primeros días de enero de 1827, Fournier se dirigió a la Laguna Merin en carretas, con dos balleneras y 100 hombres. Allí  sorprendió y apresó seis barcos mercantes brasileños. Como el botín era importante, se dirigió a Buenos Aires.
Defendió el puerto de Maldonado en Uruguay de un ataque imperial. Días después capturó un buque británico que estaba cazando lobos sin autorización en la Isla de Lobos, cerca de Maldonado. De allí pasó a la costa sur del Brasil, donde hizo casi una docena de capturas, que fue enviando a la boca del río Salado. En Río de Janeiro capturó una goleta, con la que regresó a Buenos Aires. Fue uno de los  corsarios más eficaces de la flota argentina, y un verdadero terror para los brasileños, cuya prensa lo llamaba el "rayo exterminador".
El embajador británico protestó contra la captura del buque lobero, por lo que el gobierno lo devolvió, pero se negó terminantemente a castigar por ese hecho a Fournier, a quien premió en un gran acto público.
Al frente del mejor buque de la flota, el "Congreso", en 1827 navegó las costas brasileñas durante casi tres meses atacando al comercio en las aguas próximas a Salvador y Río de Janeiro, capturando alrededor de 24 presas, realizando desembarcos y hasta planeando la captura del Emperador Pedro I.
Pero al llegar de regreso a Buenos Aires, encalló en los bancos del Río de la Plata con los dos barcos, que fueron destruidos por los brasileños. 
Fue llamado por los patriotas digno defensor de la libertad de América y "terror dos mares" por los brasileños.
En diciembre de 1827 fue ascendido al grado teniente coronel y se embarcó en campaña de corso hacia el Atlántico Norte, al frente de la Fragata "Juncal". Llevaba también la misión de reunir nuevas naves de guerra para la flota argentina. Se trasladó a Baltimore, donde equipó y armó dos buques, el bergantín "Dorrego", capturado a los brasileños, y la corbeta "25 de Mayo", comprada en los Estados Unidos, y con las tres naves partió rumbo a Buenos Aires. Una tormenta los separó a fines de septiembre de 1828, y sólo regresó el "Dorrego". De los otros barcos nunca se supo más nada.
Fournier era de estatura regular, bien formado, musculoso, y de fuerza poco común. De ojos azules y sin barba, pelo castaño oscuro; tenía una cicatriz notable en la cara, cerca de un ojo. Era amistoso, de trato amable y risueño. Era en extremo cariñoso con su esposa, y justo con el personal a su cargo.
En 1824 se había casado con Cristina Gatti, con quien tuvo a su único hijo, César Fournier Gatti, en 1827. Tras la muerte del marino, su esposa e hijo se instalaron en el Uruguay, donde este último adquirió una estancia y tuvo abundante descendencia.
La armada Argentina nombró en su honor al Rastreador ARA Fournier (M-5), botado el 5 de agosto de 1939, construido en el Astillero "Sánchez y Cía." de la provincia de Buenos Aires, e incorporado a la Armada Argentina el 13 de octubre del año siguiente.